# Джо Джонсон (політик)
Джозеф Едмунд «Джо» Джонсон (англ. Joseph Edmund «Jo» Johnson; нар. 23 грудня 1971, Лондон) — британський політик-консерватор, член парламенту з 2010 і Державний міністр у справах університетів і науки з 2015.
Він закінчив Коледж Бейлліол Оксфордського університету, також має ступінь магістра ділового адміністрування INSEAD і додатково навчався у Брюссельському вільному університеті.
Джонсон приєднався до Financial Times у 1997 році, після роботи інвестиційним банкіром у Deutsche Bank. Є автором декілька книг.
Одружений, має двох дітей. Брат прем'єр-міністра Великої Британії Бориса Джонсона.